# Linaza

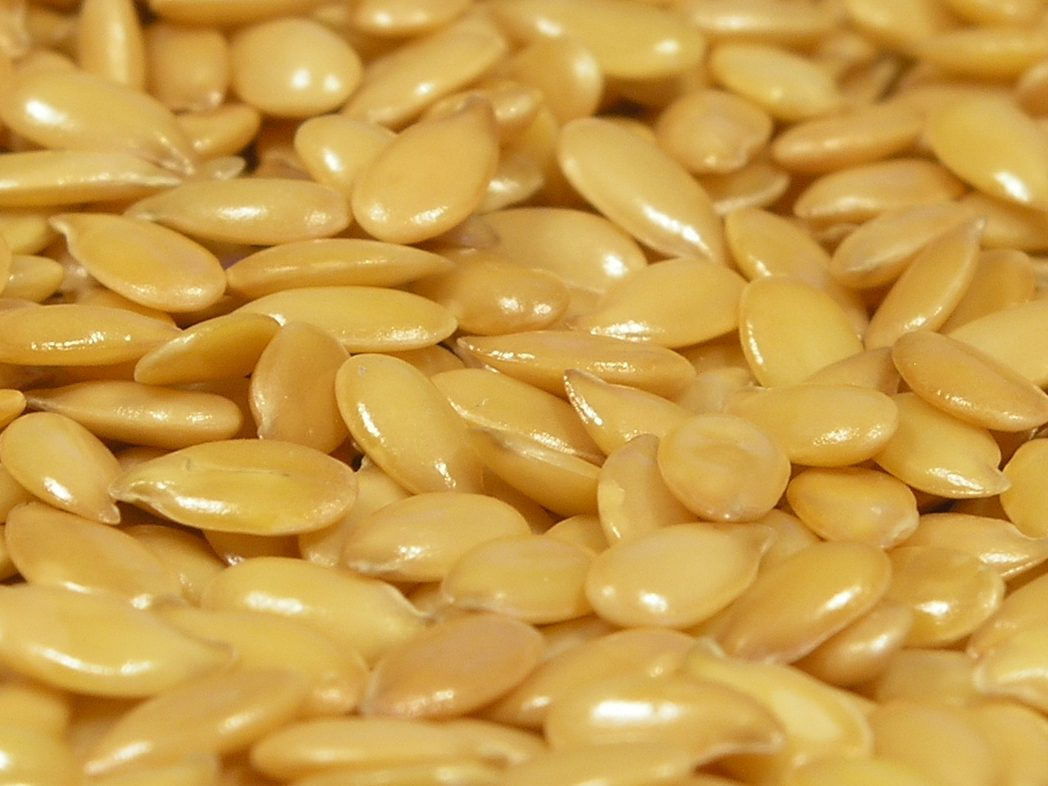
Linaza (semillas de lino)

La linaza es la semilla de la planta Linum usitatissimum (lino). Es usada para consumo humano, por ejemplo, en infusiones. De la semilla se extrae el aceite de linaza, el cual es rico en ácidos grasos de las series Omega 3, Omega 6 y Omega 9 (ver más adelante). Este aceite es usado además en la industria cosmética, en la fabricación del linóleo y en la dilución para pintura de telas. La calidad de este varía tanto con la calidad de la materia prima empleada como con los procesos de prensado usados para su extracción. Se pueden diferenciar básicamente el aceite obtenido en frío, de mayor calidad, del obtenido con ayuda de temperatura. La calidad varía según diversos factores, entre ellos el contenido de mucílagos.
Los aceites secantes empleados primordialmente en actividades artísticas son: el de linaza, adormidera y de nueces; todos ellos con características en el secado y empleo particulares. Como una variación de este aceite se encuentra el aceite negro, cuyo descubrimiento se atribuye a Jan Van Eyck. Se produce cociendo el aceite de linaza con carbonato de plomo a un 10 por ciento y dientes de ajo como catalizador. Se obtiene un aceite espeso que se filtra cuando se decanta el carbonato de plomo, que aparece como gris plomizo. Este aceite negro se puede decolorar y convertir en rubio, batiéndolo con agua oxigenada.
La linaza tiene propiedades nutricionales interesantes y efectos potencialmente beneficiosos para la salud. Estas propiedades se deben a su composición química (ver tabla 1), como la gran cantidad de fibra dietética, ácidos grasos poliinsaturados y fitoquímicos como los lignanos. Un 25-30% de la semilla de linaza se compone de fibra dietética, de la cual una tercera parte es fibra soluble y el resto fibra insoluble.

## Composición de la linaza
La composición química de la linaza se recoge en la tabla 1. No obstante, hay que señalar que esta composición depende de factores como la variedad, la zona de producción, la época en que se cultiva, etc.
Tabla 1. Composición química de las semillas de linaza, referida a 100 g de producto (AGS: ácidos grasos saturados; AGM: ácidos grasos monoinsaturados; AGP: ácidos grasos poliinsaturados),
| Energía (kcal/kJ) | Grasas (g) | AGS (g) | AGM (g) | AGP (g) | Proteínas (g) | Carbohidratos (g) | Fibra (g) | Magnesio (mg) | Calcio (mg) |
| 492-699 / 2.059   | 34,0-47,8  | 3,2     | 6,9     | 22,4    | 19,5-23,7     | 34,3              | 25,8-27,9 | 362           | 199         |

El aceite de linaza está formado predominantemente por ácidos grasos insaturados (más del 80%, ver tabla 2). Entre estos ácidos grasos insaturados se tienen los ácidos grasos oléico (omega 9), linoléico (omega 6) y el α-linolénico (omega 3).
Tabla 2. Composición del aceite de linaza, expresada como g sobre 100 g de producto.,
| ácidos grasos saturados | ácidos grasos saturados | ácidos grasos saturados | ácidos grasos monoinsaturados | ácidos grasos monoinsaturados | ácidos grasos poliinsaturados | ácidos grasos poliinsaturados |
| mirístico               | palmítico               | esteárico               | palmitoleico                  | oleico                        | linoleico                     | α-linolenico                  |
| 0                       | 1,8-5,3                 | 1,4-4,1                 | 0                             | 20,1-27,7                     | 12,7-22,4                     | 53,3-57,3                     |

Mediante tratamientos tecnológicos pueden modificarse estos contenidos en ácidos grasos poliinsaturados, de tal manera que el contenido de ácido α-linolénico se incrementa hasta más del 85%.

## Uso en la medicina

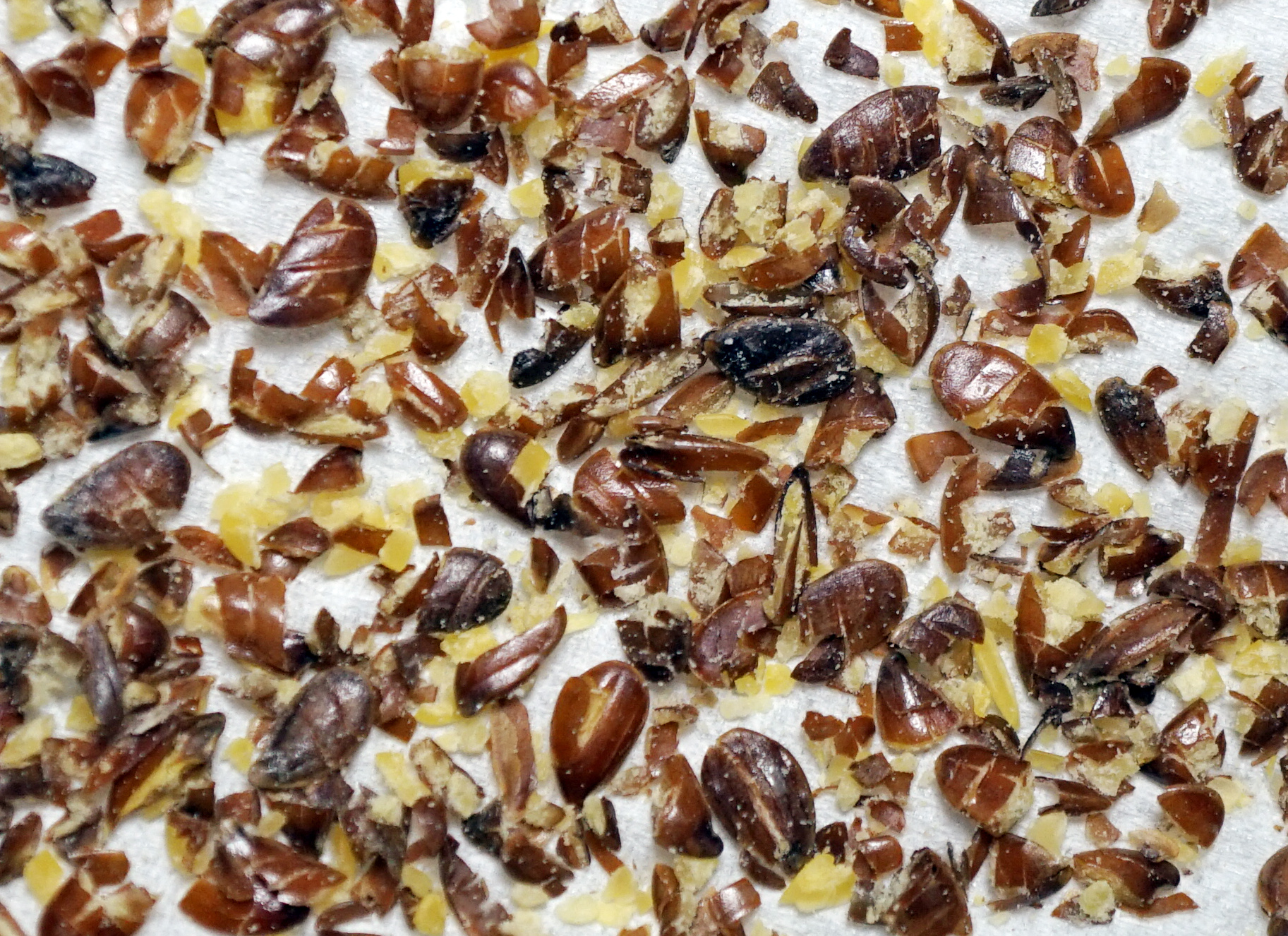
Linaza triturada

La linaza se usa en medicina como laxante ligero. Al contacto con agua, la cáscara de la semilla de linaza segrega mucilago que ayuda al tránsito intestinal.

## Uso gastronómico
En varios países de Hispanoamérica, como Bolivia, Perú y Colombia se preparan varias bebidas a base de la semilla de linaza molida, como por ejemplo el emoliente o el refresco de linaza.
El aceite de linaza o lino también es apreciado en las dietas vegetarianas y/o veganas, ya que es la principal fuente vegetal de ácidos omegas esenciales para el organismo. Se puede ingerir una cucharada diaria o añadiéndolo sobre ensaladas y siempre crudo, ya que no sirve para freír alimentos puesto que se descompone a más de 180 grados Celsius.